# Cuarteto para cuerdas (Fanny Mendelssohn)

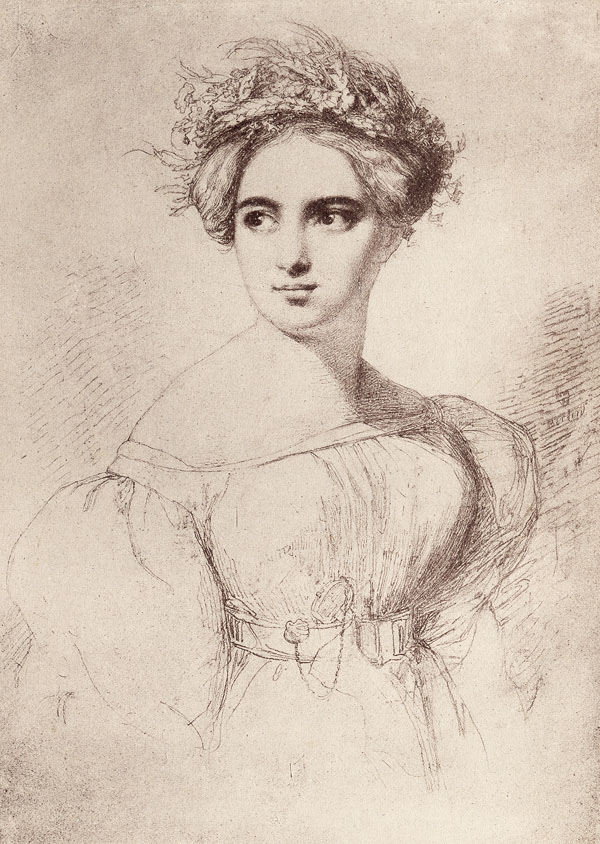
Fanny Mendelssohn hacia 1829, pintada por su marido Wilhelm Hensel.

El Cuarteto para cuerdas en mi bemol mayor es un cuarteto para cuerdas compuesto por Fanny Mendelssohn en 1834.

## Historia
Fanny Mendelssohn era hermana del también compositor Felix Mendelssohn. Compuso más de cuatrocientas partituras. Sin embargo, como mujer en esa época, no tenía la posibilidad de mostrar sus talentos artísticos y su obra no debía aparecer en público. Fue esposa del pintor Wilhelm Hensel y residía en Berlín. Compuso este cuarteto para cuerdas en 1834, cuando tenía veintinueve años. La obra no estaba destinada a salir del círculo restringido del salón familiar, lo que puede explicar por qué este cuarteto muestra más «audacia formal» que los cuartetos de su hermano.

## Estructura
La pieza consta de cuatro movimientos:
1. Adagio ma non troppo
2. Allegretto
3. Romanze
4. Allegro molto vivace

Su ejecución dura unos veinte minutos.

## Análisis
Los críticos musicales ven este cuarteto para cuerdas como vivo y tierno, y la reconocen como «una composición tan notablemente segura y emocionalmente intensa».
Los críticos reconocen la influencia del estilo de Ludwig van Beethoven.